# Nano-ordinateur

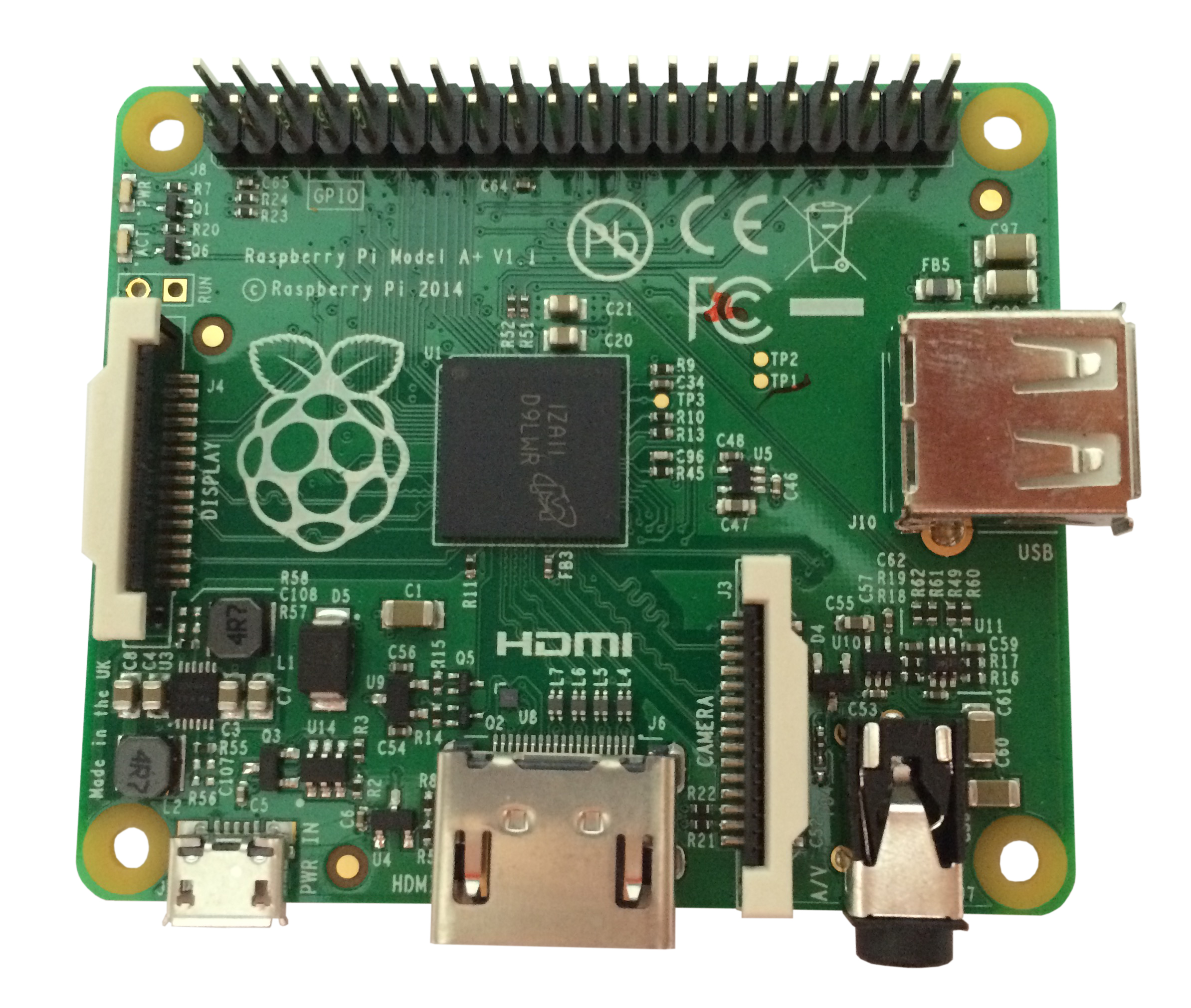
Raspberry Pi (ici le modèle A+), un célèbre nano-ordinateur

Un nano-ordinateur est un ordinateur possédant une taille inférieure à un micro-ordinateur, lui-même plus petit qu'un mini-ordinateur ; le mini-ordinateur est dit « mini » parce qu'il est beaucoup plus petit que les ordinateurs originaux (ordinateur central).

## Description
Le terme « nano-ordinateur », parfois décliné en « mini-PC » (puisque le PC est lui-même classé dans les micro-ordinateurs), est plus généralement utilisé pour désigner des ordinateurs dont la taille est comparable à celle d'une carte de crédit, et à vocation soit d'enseignement, soit de composant d'un système spécialisé (surveillance, domotique, contrôle de petits engins...).[réf. nécessaire] Les micro-ordinateurs possédaient à leurs débuts dans les années 1980 des circuits gravés à l'échelle du micromètre qui sont passés à celle des 10 nanomètres en 2017. Les nano-ordinateurs ont bénéficié de la même miniaturisation des circuits intégrés. L'architecture RISC, permettant un microprocesseur de plus petite taille, en raison de la plus grande simplicité du circuit, a permis de développer des SoC permettant d'agglomérer l'ensemble des processeurs et contrôleurs sur une seule puce, sur une surface dont le côté avoisine les 1  à   2 cm, cela permet de faire un ordinateur de taille très compacte, inférieure à 10 × 6 cm.

## Nano-ordinateur (informatique)
Parmi les ordinateurs appelés couramment nano-ordinateurs en informatique, on peut citer :
- Arduino (différentes tailles), Freeduino, Boarduino, etc.
- Banana Pi
- BeagleBoard (BeagleBoard, BeagleBoard-xM, BeagleBone, BeagleBone Black)
- Cubieboard, Cubieboard2 (10 × 6 cm) et Cubietruck
- Radxa Rock[1]
- MinnowBoard[2]
- NanoPi[3]
- ODROID
- OLinuXino (différentes tailles)
- Orange Pi[4](11,2 × 6 cm)
- Parallella
- Radxa, Radxa Rock SoM…
- Raspberry Pi (8,56 × 5,398 cm)
- Pcduino
- Tinker Board
- Wiring
- Wandboard (3 cartes : mono, dual, quadri processeurs)[5]
- VoCore (1 pouce de côté)[6]

Les mini PC cartérisés, prêts à l'emploi et destinés au grand public ((Consumer electronics) font l'objet d'un article à part entière.

### Formats de nano-ordinateurs
- Nano-ITX (12 × 12 cm) et Pico-ITX (10 × 7,5 cm), formats de cartes mères plutôt utilisés dans l'architecture x86.
- Clé Miracast (Chromecast…, différentes tailles)
- PC-on-a-stick (différentes tailles)
- System on module (SoM), système sur un module, une sorte de cartouche, nécessitant une carte de base (baseboard) pour fonctionner.
- Les smartphones et smartwatchs peuvent également rentrer dans cette catégorie.

## Ordinateur nanométrique (science)
On parle aussi parfois dans le monde de la science et la science-fiction de nano-ordinateur, pour un ordinateur de taille nanométrique.
Les circuits élémentaires d'un microprocesseur étaient gravés en 22 nm (en date d'avril 2012) et 14 nm (en date d'août 2017). Pour mémoire, le virus du sida a une taille de 100 nm et la lumière visible des longueurs d'onde de 400 nm à 700 nm.
Il existerait plusieurs méthodes pour fabriquer un nano-ordinateur : en utilisant la technologie mécanique, électronique, biochimique ou quantique. Il a été supposé en 1998 très peu probable que les nano-ordinateurs fussent fabriqués à partir de transistors semi-conducteurs (composants microélectroniques au cœur de tous les appareils électroniques de 2017), car les circuits semblaient plus instables en dessous de 100 nanomètres.